# Ákis
Ákis (latinsky Acis) je v řecké mytologii synem lesního boha Pana a říční nymfy Semaithidy, dcery řeky Symaethus. Některé prameny uvádějí jako jeho otce Dionýsa. V Ovidiových Proměnách byl Ákis duchem řeky Acis, která protéká blízko Akionu (Acium) pod horou Etna na Sicílii.
Ákis byl pohledný mladý muž a zalíbila se mu jedna z mořských nymf Néreoven - Galateia. Také ona se do něj zamilovala.
Vedle Ákida ji však obdivoval také obrovský divoký Polyfémos, jeden z Kyklopů. Beznadějně se do ní zahleděl a tajně ji sledoval. Když jednou spatřil krásnou Galateiu v Ákisově společnosti, jak si na mořském břehu povídali, Polyfémos se neovládl a v zuřivé žárlivosti po nich hodil obrovský balvan.
Galateia vyvázla bez zranění, Ákida však balvan zasáhl naplno a rozmačkal ho. Vytékající krev se změnila v čirou vodu v říčce, která je dodnes na Sicílii pojmenována jako Fiume d´Iaci.

## Odraz v umění
Tento mytický příběh byl velmi známý a oblíbený v 17. a 18. století, zpracován byl jako opera, balet, báseň i jinak. Dnes se však již tato díla většinou nehrají.

### Hudební zpracování
Jednou z posledních výjimek je skvělé nastudování opery G.F. Händela "Acis a Galatea" v Královské opeře (Royal Opera House) v Covent Garden v Londýně realizované v březnu a dubnu roku 2009. Český soubor The Czech Ensemble Baroque rovněž zpracoval tuto operu, a to pro Hudební festival Znojmo v červenci 2005 a pro festival Musica Holešov v září 2011 
Téma lásky Ákida a Galateii zpracoval mj. také Jean-Baptiste Lully (autorem libreta byl Jean Galbert de Campistron) v opeře Acis a Galatea. Známým a stále hranějším dílem ve světě jsou úryvky z díla Polyfemos od Nicoly Porpory. Především díky slavné árii Alto GIove, zpívané mnoha kontratenory a sopranistkami.

### Výtvarné umění
- Byl oblíbeným tématem v renesanci, je zobrazován jako mytologický výjev ve velkých krajinách. Malovali jej autoři jako Adam Elsheimer, Nicolas Poussin (NG Irsko) a Claude Lorrain. Obraz Acis a Galateia od Clauda Lorraina z r. 1657 je uložen v Drážďanské galerii [2]
- socha Ákis je v Petrodvorci, autorem je I. Prokofjev, socha z roku 1801